# Hufvudstadsbladet
«Хю̀вюдстадсбла́дет» (швед. Hufvudstadsbladet — «Столичная газета», аббрев. HBL) — крупнейшая ежедневная шведоязычная газета Финляндии, выходящая в Хельсинки.

## История
Газета была основана Августом Шауманом в 1864 году в Гельсингфорсе, а первый номер вышел 5 декабря того же года.
На 2014 год главным редактором газеты являлся журналист Йенс Берг, а тираж газеты составлял 36 719 экземпляров.